# Соколівоцька сільська рада
Соколі́воцька сільська́ ра́да — адміністративно-територіальна одиниця та орган місцевого самоврядування в Тальнівському районі Черкаської області. Адміністративний центр — село Соколівочка.

## Загальні відомості
- Населення ради: 975 осіб (станом на 2001 рік)

## Населені пункти
Сільській раді підпорядковані населені пункти:
- с. Соколівочка
- с-ще Степне
- с. Червоне

## Склад ради
Рада складається з 12 депутатів та голови.
- Голова ради: Щербатюк Володимир Володимирович
- Секретар ради: Мамалига Ольга Василівна

### Керівний склад попередніх скликань
| Прізвище, ім'я, по батькові      | Основні відомості                                                                     | Дата обрання | Дата звільнення |
| -------------------------------- | ------------------------------------------------------------------------------------- | ------------ | --------------- |
| Дума Лариса Павлівна             | Сільський голова, 1964 року народження, член Всеукраїнського об'єднання «Батьківщина» | 26.03.2006   | 31.10.2010      |
| Щербатюк Володимир Володимирович | Сільський голова, 1962 року народження, освіта середня спеціальна                     | 31.10.2010   |                 |

Примітка: таблиця складена за даними сайту Верховної Ради України

### Депутати
За результатами місцевих виборів 2010 року депутатами ради стали:

#### За суб'єктами висування
| Суб'єкт висування           | Кількість обраних депутатів | %    |
| --------------------------- | --------------------------- | ---- |
| Самовисування               | 9                           | 75   |
| Партія регіонів             | 2                           | 16,7 |
| Комуністична партія України | 1                           | 8,3  |

#### За округами
| № округу                    | Прізвище, ім'я, по батькові  | Дата визнання обраним | Освіта             | Партійна приналежність                        | Відомості про обраного депутата                            |
| --------------------------- | ---------------------------- | --------------------- | ------------------ | --------------------------------------------- | ---------------------------------------------------------- |
| Комуністична партія України |                              |                       |                    |                                               |                                                            |
| 3                           | Хлівнюк Валентина Петрівна   | 01.11.2010            | середня спеціальна | член Комуністичної партії України             | пенсіонер                                                  |
| Партія регіонів             |                              |                       |                    |                                               |                                                            |
| 9                           | Мовчан Леся Юріївна          | 01.11.2010            | середня спеціальна | член Партії регіонів                          | Бібліотекас. Червоне, завідувачка                          |
| 10                          | П'ятничук Таміла Миколаївна  | 01.11.2010            | середня спеціальна | член Партії регіонів                          | фельдшерсько-акушерський пункт с. Червоне, завідувачка     |
| Самовисування               |                              |                       |                    |                                               |                                                            |
| 1                           | Мамалиґа Ольга Василівна     | 01.11.2010            | вища               | позапартійна                                  | Соколівоцька сільська рада, головний бухгалтер             |
| 2                           | Каплюченко Оксана Василівна  | 01.11.2010            | середня спеціальна | член Соціалістичної партії України            | Соколівоцька сільська рада, землевпорядник                 |
| 4                           | Орел Тетяна Василівна        | 01.11.2010            | середня спеціальна | позапартійна                                  | Соколівоцька сільська рада, секретар сільської ради        |
| 5                           | Каплюченко Любов Петрівна    | 01.11.2010            | середня спеціальна | позапартійна                                  | фельдшерсько-акушерський пункт с. Соколівочка, завідувачка |
| 6                           | Кучмай Катерина Дмитрівна    | 01.11.2010            | середня спеціальна | позапартійна                                  | Дитячий садок с. Соколівочка, вихователь                   |
| 7                           | Кирилець Катерина Андріївна  | 01.11.2010            | вища               | позапартійна                                  | ТОВ «Мошурівський консервний завод», оператор лінії        |
| 8                           | Маляр Володимир Анатолійович | 01.11.2010            | середня            | позапартійний                                 | тимчасово не працює                                        |
| 11                          | Дума Оксана Володимирівна    | 01.11.2010            | середня спеціальна | член Політичної партії «Наша Україна»         | Дитячий садокс. Червоне, кухар, помічник вихователя        |
| 12                          | Бабенко Михайло Михайлович   | 01.11.2010            | середня            | член Всеукраїнського об'єднання «Батьківщина» | Тальнівська філія СТОВ «Агрофірма Корсунь», механізатор    |